# Torneo Preolímpico Asiático Masculino de Rugby 7 2015
El Torneo Preolímpico Asiático de Rugby 7 2015 fue el torneo que determinó el clasificado para el Torneo olímpico de rugby 7 de Río 2016.
Se disputó en el Estadio Hong Kong.
Además el torneo determinó tres plazas para el torneo preolímpico.

## Fase de grupos

### Grupo A
| Equipo        | Encuentros | Encuentros | Encuentros | Encuentros | Tantos  | Tantos    | Tantos     | Puntos |
| Equipo        | jugados    | ganados    | empatados  | perdidos   | a favor | en contra | diferencia | Puntos |
| ------------- | ---------- | ---------- | ---------- | ---------- | ------- | --------- | ---------- | ------ |
| Japón         | 4          | 4          | 0          | 0          | 185     | 0         | +185       | 12     |
| Corea del Sur | 4          | 3          | 0          | 1          | 88      | 71        | +17        | 10     |
| China         | 4          | 2          | 0          | 2          | 86      | 53        | +33        | 8      |
| Singapur      | 4          | 1          | 0          | 3          | 19      | 141       | −122       | 6      |
| China Taipéi  | 4          | 0          | 0          | 4          | 25      | 138       | −113       | 4      |

Nota: Se otorgan 3 puntos al equipo que gane un partido, 2 al que empate y 1 al que pierda

### Grupo B
| Equipo    | Encuentros | Encuentros | Encuentros | Encuentros | Tantos  | Tantos    | Tantos     | Puntos |
| Equipo    | jugados    | ganados    | empatados  | perdidos   | a favor | en contra | diferencia | Puntos |
| --------- | ---------- | ---------- | ---------- | ---------- | ------- | --------- | ---------- | ------ |
| Hong Kong | 4          | 4          | 0          | 0          | 154     | 12        | +142       | 12     |
| Sri Lanka | 4          | 3          | 0          | 1          | 117     | 52        | +65        | 10     |
| Malasia   | 4          | 2          | 0          | 2          | 54      | 98        | –44        | 8      |
| Filipinas | 4          | 1          | 0          | 3          | 53      | 104       | –51        | 5      |
| Irán      | 4          | 0          | 0          | 4          | 32      | 144       | –112       | 4      |

## Fase Final

### Copa de plata
| 8 de noviembre | China | 26 - 15 | Filipinas |  |  |

| 8 de noviembre | Singapur | 10 - 31 | Malasia |  |  |

### Copa de oro
| 8 de noviembre | Japón | 43 - 0 | Sri Lanka |  |  |

| 8 de noviembre | Corea del Sur | 10 - 19 | Hong Kong |  |  |

### Noveno puesto
| 8 de noviembre | China Taipéi | 22 - 6 | Irán |  |  |

### Séptimo puesto
| 8 de noviembre | Filipinas | 24 - 12 | Singapur |  |  |

### Quinto puesto
| 8 de noviembre | China | 38 - 5 | Malasia |  |  |

### Tercer puesto
| 8 de noviembre | Sri Lanka | 21 - 26 | Corea del Sur |  |  |

- Ambos equipos clasificaron al torneo preolímpico

### Final
| 8 de noviembre | Japón | 24 - 10 | Hong Kong |  |  |

- Japón clasificó a Río 2016 y Hong Kong al torneo preolímpico.

| Bandera de Japón |
| Campeón Japón    |